# Eurymachos (Freier der Hippodameia)
Eurymachos (altgriechisch Εὐρύμαχος Eurýmachos) ist eine Gestalt der griechischen Mythologie.
Er war einer der Freier der schönen Hippodameia, wurde aber von deren Vater, König Oinomaos von Pisa, in einem Wagenwettrennen besiegt und ermordet.